# Milt Bernhart

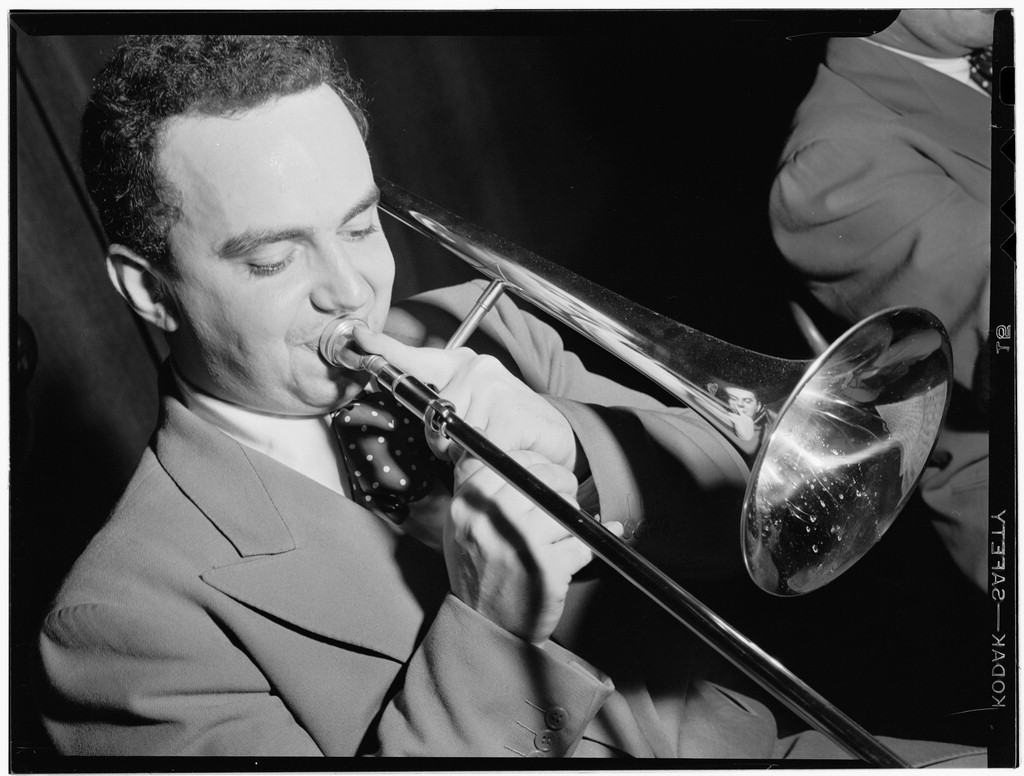
Milton Bernhart, circa 1947 (foto:William P. Gottlieb).

Milt Bernhart (Valparaiso, 25 mei 1926 - Glendale, 22 januari 2004) was een Amerikaanse jazz-trombonist. Hij was een West Coast Jazz-trombonist en werkte onder meer met Stan Kenton en Frank Sinatra samen.
Bernart begon muziek te spelen toen hij tien was. Hij begon op de tuba, later stapte hij over op de trombone. In Chicago werkte hij kort bij het orkest van Boyd Raeburn (rond 1942). Hij speelde ook met onder meer Teddy Powell en Buddy Franklin. Na zijn diensttijd in het leger werkte hij bij Benny Goodman, Raeburn en, regelmatig, bij bandleider Stan Kenton. Vanaf 1952 speelde hij geregeld samen met de Lighthouse All-Stars, met daarin musici als Howard Rumsey, Maynard Ferguson en bijvoorbeeld Shorty Rogers. Ook werd hij indertijd actief als studiomuzikant en speelde in de jaren vanaf 1952 mee op opnames van onder meer Eartha Kitt, Anita O'Day, Frank Sinatra, Ella Fitzgerald (verschillende Songbook-albums), June Christy, Buddy Bregman, Chet Baker, Gerry Mulligan, Buddy DeFranco en Casa Loma Orchestra. In de tweede helft van de jaren vijftig verschenen bovendien enkele albums als leider. In de periode 1955-1958 werkte hij in het filmorkest van Columbia en speelde hij mee op opnames van filmsoundtracks, zoals "Man with a Golden Arm". Daarna speelde hij trombone op de muziek van televisieshows. In de jaren zestig en later werkte hij mee aan talloze plaatopnames, bijvoorbeeld van Jon Hendricks, Junior Mance, The Monkees, Lalo Schifrin en Pérez Prado. Vanaf de jaren zeventig had Bernhart als tweede bron van inkomsten een reisburo. Tot zijn overlijden ging hij regelmatig met Nelson Riddle op tournee. Bernhart was daarnaast jarenlang president van de door hemzelf opgerichte Big Band Academy of America.

## Discografie
- Modern Brass, 1955
- Milt Bernhart, 1955
- The Sounds of Bernhart, 1959